# 高島紳司
高島 紳司（たかしま しんじ、2000年10月13日 - ）は、日本の男子バスケットボール選手である。ポジションはシューティングガード。宇都宮ブレックス所属。

## 来歴
大阪府東大阪市出身。
北陸高校から大東文化大学に進み、年代別日本代表を経験。
大学2年次と3年次には大阪エヴェッサの特別指定選手として登録された。
4年次には宇都宮ブレックスに特別指定選手として登録される。

## 日本代表歴
- 2018年日・韓・中ジュニア交流競技会 U18日本代表
- 2021年U22日本代表